# 趨化性
趨化性（英語：Chemotaxis，亦被称为化學趨向性）是趨向性的一種，指身體細胞、細菌及其他單細胞、多細胞生物依據環境中某些化學物質而趨向的運動（详细请看细胞迁移）。這對細菌尋找食物（如葡萄糖）十分重要，細菌以此趨進有較高食物分子濃度的地方，或遠離有毒（如苯酚）的地方。在多細胞生物中，趨化性對其發展和其他正常功能一樣不可或缺。另外，已證實此機制會在癌細胞移轉中被破壞掉。
正趨化性指趨向較高化學物質濃度的運動，而負趨化性則相反。

## 研究史
儘管細胞的移動早在雷文霍克發明顯微鏡的初期就被觀測到，其敘述在1881年和1884年才分別由恩格爾曼(Thomas Engelmann)和浦菲弗(Wilhelm Pfeffer)於細菌上，及詹寧斯(H.S. Jennings)於1906年在纖毛蟲上獲得。諾貝爾獎得主梅基尼可夫(Metchnikoff)亦對此領域的吞噬作用有所貢獻。趨化性在生物學以及臨床病理學上的重要性到了1930年代被廣為接受。其現象的基本定義亦隨時間而變。趨化性測定品質控制上的重要觀點在1950年代由H. Harris提出。1960和1970年代間，現代分子生物學和生物化學的發展提供了一系列的新奇技術，使得因於化學趨向運動的移動反應細胞(migratory responder cells)和亞細胞(subcellular fractions)的研究變得有可能。J. Adler所做的先驅工作顯示出一很重要的轉折點，在了解細胞細胞內訊號傳導的所有過程。

## 演進和化學趨向訊號
趨化性是最基本的細胞生理反應之一。對環境中有害及喜好物質做探測的受器系統的發展在演化的極初期對單細胞生物便已是不可或缺的了。對真核原生動物梨形四膜蟲和原始海中出現的胺基酸的一致序列做比較分析，令人覺得在相對簡單的有機分子的趨化性及其在地球上發展之間有不錯的關連性。如此，最早期的分子被認為是具高度的趨化性（即Gly、Glu、Pro）的胺基酸，而較後期的則被認為是有高度排化性（即Tyr、Trp、Phe）的胺基酸。

## 趨化性的例子
- 船蛆會集體啃食木製器具-船蛆的正趨化行為（聞到木材散發出來的木質素而過去啃食）。
- 草履蟲會避開有害的高濃度鹽水，而它又會移動到有0.2％醋酸的地方-草履蟲的負趨化性（避開有害的高濃度鹽水）和正趨化性(移動到有0.2％的醋酸的地方)。
- 寄生蟲能辨認宿主-寄生蟲的正趨化行為（對宿主身上散放出來的特殊化學物質十分敏感）。

### 細菌趨化性
有些細菌，如大腸桿菌，一個細胞有很多鞭毛（通常是 4 到 10 個）。鞭毛可以做兩個方向的旋轉：
1. 反時針方向旋轉讓這些鞭毛排成一束旋轉的鞭毛，讓細菌可以直線游移。
2. 順時針方向旋轉使鞭毛分散開，每條鞭毛分別朝向不同方向，細菌可以在空間中翻轉。

## 外部連結
- Chemotaxis （页面存档备份，存于）
- Cell Migration Gateway